# 海昏侯墓
海昏侯墓位于江西省南昌市新建区大塘坪乡观西村墎墩山，是西漢第九位皇帝汉废帝刘贺（原為昌邑王，最終封為海昏侯）的陵墓。海昏侯墓是中国全国重点文物保护单位紫金城城址与铁河古墓群的组成部分。陵墓平面呈梯形，总面积约4.6万平方米，含两座主墓、七座陪葬墓、一座陪葬坑、两座园门、门阙等。海昏侯墓出土大量精美文物，总数超过两万件。海昏侯墓创造了多项考古纪录：已发现的保存最好、结构最完整、功能布局最清晰、祭祀体系最完备的西汉列侯墓园，第一次发现汉代金板，出土金饼数量最多的汉代墓葬，江西省出土文物数量最多的墓葬，长江以南已发现的唯一的真车马陪葬坑，面积最大的已发现汉代侯国聚落遗址。海昏侯墓被中国社会科学院评为2015年中国考古六大新发现之一。

## 考古发掘
2011年3月，南昌市新建区大塘坪乡观西村村民熊某向公安部门举报，观西村的墎墩山有盗墓者活动。据媒体报道，墎墩山恰好在熊某的家和工作单位之间，是他每天上下班的必经之地。2011年2月中旬，熊某发现一些穿戴奇怪的外来人在墎墩山附近活动，熊某曾问他们是来干什么的，他们表示是从外地来此捕捉野兔贩卖。3月23日清晨，熊某上山查看，发现山上有从地下新翻出的土壤。熊某报了警。随后，村民们发现盗墓者已经挖下了14米的盗洞。2011年4月15日，江西省文物考古研究所同南昌市、新建区文博单位组成考古队，对墎墩山墓地进行抢救发掘。
虽然盗墓贼打下了深达14.8米深的盗洞，但他们仍然没有进入主墓的椁室。海昏侯墓椁室外有多层木头保护，盗墓贼还没有来得及打通所有的木头，村民就报了警。考古队领队杨军称，盗墓贼再挖5厘米就可挖到随葬品，假如报警时间再晚一天后果将不堪设想。杨军介绍，盗墓贼先盗空了海昏侯夫人墓，因为他们觉得那座墓的封土更高大，但是实际上去掉灌木杂草的话海昏侯墓的封土更大；另外，盗墓贼搞错了尊卑，汉代以右为尊，与后代不同；盗墓贼直接从封土中心打洞下去，而海昏侯墓与一般墓葬不同，为居室化墓葬，棺木位置偏东，推测是汉人“事死如事生”按照生前居室格局布置的。海昏侯墓的西北角还有一个五代时期的盗洞，但这个盗洞也没有进入墓室。公元319年豫章郡大地震后海昏侯墓园地等没入鄱阳湖，学者认为这是此墓幸免于盗墓的原因之一。
外界流传着一种说法，海昏侯墓的发现缘于一条小金龙。媒体报道，南昌市政协教卫文体文史委员会主任张恒立称，2011年某文物贩子想在南昌的文物市场上转手一件小纯金金龙，但是金龙是帝王之物，此物过于珍贵，若是真品多半来自帝王之墓，极有可能是盗墓而来，因此无人敢于接手，部分文物商人向南昌市新建区公安局举报，公安局遂展开调查。张恒立称，公安局很快找到了文物贩子和盗墓贼，突击审讯中盗墓贼供认小金龙是从墎墩山上得来。对于这种传闻，考古队领队杨军表示他也是从媒体才听到的这个消息，他和队员都没有见过小金龙，因此无法评论此事。
2011年4月，考古队开始对墓地进行考古调查。他们发现这是一个平面为梯形、总面积四万平方米的墓园。2012年至2013年，考古队首先发掘了外围的三座祔葬墓、一座车马坑，解剖了墓园的东门、北门、建筑基址，找到了墓园的排水系统和道路系统。祔葬墓早已被盗，仅出土玉剑、陶瓷、漆器等文物。其中一座祔葬墓出土了宋代斗笠碗，推测为宋代被盗。2014年，考古队开始发掘主墓。他们大约花了半年时间挖掘主墓7米高的封土。2015年初，考古队找到了海昏侯墓的椁室，考古队决定暂不清理中央的主椁室，首先清理主椁室四周的回廊形藏閤，从西北角开始。2015年1月6日，中华人民共和国国家文物局派出专家组指导发掘工作，将海昏侯墓地考古发掘与“南海一号”南宋沉船水下考古作为2015年国内两个重大考古项目。清理北藏閤花掉了四个月的时间。随后，考古队在6月份和7月份清理了东藏閤和西藏閤，最后清理了南藏閤。11月4日，考古队召开新闻发布会，向公众介绍了四年来的工作成果。海昏侯墓地的发掘，引起了公众的广泛关注。2015年11月17日，江西省博物馆推出南昌西汉海昏侯墓考古发掘成果展，免费参观。博物馆原定展览一周，但由于人气火爆，18日博物馆就决定将展期改为一个月，参观人数限制为每天上下午各100人。展出的文物超过110件。这时，考古发掘仍在进行。2016年1月12日，中国社会科学院将江西南昌西汉海昏侯墓评为2015年中国考古六大新发现。
2015年11月14日，主椁室的清理正式开始。12月20日，考古队开启了外棺。考古队原计划12月26日开启内棺，电视台对开启过程进行现场直播。考古队原本拟定了两套方案。如果主棺保存状况一般，选择现场清理。如果主棺保存状态良好，将主棺整体装箱，运入实验室进行清理。由于主棺已经坍塌解体，考古队员估计棺中丝织品、帛画不大可能保存完好，预拟采用前一种方案现场清理。然而，考古队员通过缝隙看到主棺保存情况远比想象中要好，改为实验室考古，取消原定电视直播。发掘中，江西省考古所搭建了面积20平方米的低氧工作间。工作间内主要为纯净氮气，含氧量低，湿度可调，考古工作者工作时需要使用氧气面罩。2016年1月15日上午9时，海昏侯主棺沿轨道被吊出墓室，运往1公里外的文物保护站。同时吊运的还有5号墓的棺柩、主墓北藏閤中的五铢钱。1月16日，按照计划，考古队员在实验室内将内棺开棺。清理内棺的文物预计需要一周时间。为保护文物，内棺开启、清理不对外开放。
2016年3月2日，海昏侯墓出土文物在北京首都博物馆举行临时展览。当天的新闻发布会上，考古人员确认海昏侯的墓主人为刘贺，有三批文物为证。

## 墓园布局
海昏侯墓园体现了典型的汉代列侯葬制。墓园包括主墓两座、陪葬墓七座、陪葬坑一座和园墙、门阙、寝、祠堂、厢房、园寺吏舍等。墓园结构带有居室化倾向。
海昏侯墓园位于海昏侯国国都紫金城的西南方向。墓园选址注重风水。东北—西南走向的五条小山里，海昏侯墓园位于中间一座山的顶端，墓园的东西两面有山包围，南面与西面有小河流过。墓园所在处地势高亢，北、南、西三侧均较开阔。
海昏侯墓园呈梯形，南北宽度介于141米至186米之间、东西长约233米至248米，总面积大约为4.6万平方米。垣墙为夯筑，保存较为完整，由墙基和墙体组成，周长868米，宽约2米。垣墙东、北两侧开门。门址遗存门道、门墩和夯土基址。东门宽约5.7米，进深1.8米左右。北门宽度约为10.6米至12米，深约5.7米。东门和北门外都有相对而立的双阙。阙台为夯筑。东门外的两座阙台平面皆为梯形，南北长约11.9米，东西宽约4.5米至4.7米。北门外的两座阙台形制较为特别，东边一座为曲尺形，西边的为刀形。
1号墓和2号墓两座主墓位于墓园中心，占据了墓园地势最高的位置。1号墓为海昏侯墓，2号墓为海昏侯夫人墓，两墓都是坐北朝南。海昏侯墓封土呈覆斗形，高约7米。封土之下，有两层夯土基座。夯土基座为方形，与文献中的“堂坛”吻合。下层夯土系与东侧的海昏侯夫人墓共用。考古调查表明，2号墓的部分封土叠压1号墓封土，即2号墓年代更晚，海昏侯夫人下葬时间晚于海昏侯。海昏侯与夫人同茔异穴合葬，两墓共用由寝、祠堂、东西厢房组成的礼制建筑。寝位于主墓墓道南约0.8米处，平面为边长约10米的方形，存有四座曲尺形的夯土基址。寝是墓前礼制性高台建筑的主体建筑之一，内设逝者的衣冠几仗、象生之具。依西汉“日祭于寝”的祭祀制度，守陵人应当像侍奉生者一样每天四次献上饭食，即“日上四食”。主墓前的祠堂为回廊式建筑，夯土基址为“凹”字形，外围的夯土为方形，长约17.7米，宽约13米，亦是墓前礼制性高台建筑的主体建筑。依礼制，祠堂内摆放牌位、祭祀祖先。寝、祠堂的东西两侧各发现一组厢房。厢房为联体三开间，每组厢房长约27米，宽约10米。厢房功能不明。有学者认为厢房是每日四次祭祀的便殿，殿中摆放逝者的衣服器皿。也有学者认为，厢房是“园寺吏舍”，是负责墓园管理、祭祀的官员办公、宴饮、休憩的地方。
墓园内有七座祔葬墓，其中3号墓、4号墓、5号墓已发掘。祔葬墓的封土下有夯土基座，封土四周有排水沟。考古发现表明，下葬时封土的大小以排水沟为界。祔葬墓前均建有祠堂。主墓西侧发现陪葬坑1座，系实用真车马陪葬坑。陪葬坑属主墓的组成部分，其东部被主墓封土叠压。七座祔葬墓前均发现了祠堂。墓园中九座墓均发现祠堂，这样完整的祠堂祭祀体系在中国考古史上极为罕见。已发掘的祠堂有三座，即4号墓、5号墓、6号墓前的祠堂。4号墓前的祠堂，长约7米，宽约5米。5号墓前的祠堂，长约13.3米，宽约9米。6号墓前的祠堂，长约10米，宽约7.8米。
墓园内发掘了三口水井。三口井大约处在一条直线上，分别位于主墓寝的西侧、5号墓祠堂西侧、北门内礼制建筑西侧。井的直径约为1.8米，深度在大约24米至27米。汉代时守陵人衣食住行皆在墓园内，考古工作人员认为水井是守陵人生活所用。墓园内发现了多条有踩踏面的道路，还发现了以水沟为代表的排水设施。

## 墓葬形制
海昏侯墓平面为“甲”字形。墓道南北长15.65米至16.17米，东西宽约5.92米至7.22米。墓室东西长17.17米至17.34米，南北宽约17.09米至17.15米，深约8米。墓室中的椁室深约2米。椁室为“回”字形，由中间的主椁室、回廊型的藏閤、车库和甬道组成。主椁室位于中央，周围用过道与藏閤隔开。椁室南部中间是甬道，甬道的南北两面用门与墓道、主椁室连通。藏閤用隔板分为东西南北四个功能区。北藏閤有钱库、粮库、乐器库、酒具库、衣笥库，西藏閤自北向南依次是武库、文书档案库、娱乐用器库，东藏閤为厨具库（或称食官库），南面的甬道是乐车库，甬道东西两边的南藏閤是车马库。
主椁室高3.4米，比周围回廊式藏閤高0.4至0.5米。主椁室分为东边的寝和西边的堂，寝与堂之间用隔板隔开，隔板上有门连通东西。东面的寝比西面的堂大一倍。西堂南边有窗，东寝南边自西向东有门和窗。主棺位于东寝的东北。主棺至少有内外两重。外棺长约3.4米，宽约1.6米。
4号墓斜坡墓道长度约5.35米，墓室长约4.83米，宽约3.97米，深约5米，一棺一椁。5号墓斜坡墓道长约12.67米，宽约2.96米至4.7米。5号墓墓室长约6.16米，宽约5.54米，深约6米，一棺一椁。车马坑平面呈长方形，南北长17.7米，东西宽4.24米，距离地表2.5米。坑北部的斜坡道不及坑底，长2.08米，宽2.18米。依坑内残存的椁顶板痕迹、熟土台判断，椁室高约0.5米。车马坑坑内木椁及加固木椁的柱子都已腐朽不存，仅有痕迹。

## 出土文物
海昏侯墓出土了大量文物。主墓回廊形藏閤出土各类珍贵文物超过6,000件（套），包括金器、青铜器、铁器、玉器、漆木器、陶瓷器、竹编、草编、纺织品和简牍、木牍（遣策和奏章副本）等。其中，出土漆木器2,300多件，竹简、木牍超过3,000枚，已确认有《论语》等儒家文献、金银器、青铜器和铁器等金属文物500余件，玉器及宝石、玛瑙、绿松石等约30余件，漆皮陶等陶瓷器100余件，纺织品5件。而其中《论语》儒家文献部分，出土竹简中的竹书《论语·知道》篇属于失传了1800年《论语》《齐论语》版本。现已公布《齐论·知道》篇首章。
北藏閤最能体现墓主人的身份、财富。北藏閤出土了两套编钟、一套编磬，还提取出完整的琴、瑟、排箫，伎乐木俑近两百件。乐器的摆放、悬挂、组合方式清晰可见，表现了西汉列侯用乐制度。北藏閤的钱库出土两百万枚五铢钱，总重量超过10吨。北藏閤的五铢钱证明西汉时就以1,000文作为铜钱计量的基础单位，首次以考古证据证明一千文铜钱为一贯的计量方式至迟起源于西汉。
北藏閤出土的文物还有大型青铜蒸馏器、青铜火锅、数十件陶瓷器、陶胎漆器储酒器、两件雁鱼青铜灯。青铜蒸馏器中装满了板栗、荸荠、菱角等植物果实，专家推测此蒸馏器可能用于酿造果酒。青铜火锅内残留有板栗。北藏閤衣笥库中的丝织品都已朽坏，出土了一些上圆下方的签牌，签牌上用汉隶写有衣服的数量和颜色，推测是挂在装衣服的漆盒上的签牌。
东藏閤出土了数量众多、带有“食官”二字的青铜器、漆木器。漆木器的种类包括供案、几、盒、笥、耳杯、盘、奁、勺等。青铜器的种类有鋗、壶、尊、鼎、釜、臼、杵、勺，还有计时用的铜漏，称重用的铜权。部分青铜器有“昌邑食官”、“籍田”等文字。西藏閤出土了铠甲和大量青铜兵器。此外，西藏閤还有漆木器出土，种类包括围棋盘、琴、盒、笥、耳杯、盘、奁、镶玉金樽等。有的漆盒装有名贵药材虫草。
西藏閤出土的青铜器包括博山炉、各式造型的灯、鹿镇、龟镇、雁镇、带有“汉”字的铜印。一些青铜镇、铜镜镶有玛瑙、绿松石等宝石。西藏閤内出土了几千枚竹简、木牍，还有带文字的漆笥、耳杯，还发现一些写有“昌邑九年”、“昌邑十一年”的漆器。西藏閤内出土的一件青铜豆上刻有“南昌”二字。
南藏閤东西两侧车库中，考古人员发现多部偶车。南侧的甬道出土了与出行有关的车马、随伺俑等。甬道中出土了珍贵的三马双辕彩车、模型乐车。这是中国考古首次发现汉代乐车。乐车装有实用的青铜錞于、建鼓、四件青铜铙，这些发现与文献上先秦乐车上錞于搭配青铜铙、建鼓的记载吻合。
主椁室出土的文物较藏閤更加精美。主椁室出土了绘有孔子生平的屏风、马蹄金、博山炉、青铜灯、金饼。开启内棺前，出土的金饼数已经达到285枚，重量在230克至260克之间，接近汉代的一斤（250克）。主椁室还出土了一件韘形龙凤纹玉佩。外棺与内棺间出土大量马蹄金、麟趾金、玉器、竹木漆器，另有20件金板。主棺附近出土了一枚龟纽玉印，1.7厘米见方，有“大刘记印”四字。
由於棺木已經腐爛塌陷，內外棺疊壓成一片，一些文物甚至嵌在外棺底部，因此考古學家在清理及取出陪葬物品時頗費時間。外棺与内棺间出土的文物，较椁室中出土的文物更为精美。专家介绍，依照汉代葬俗，墓主人最喜爱的物品会被放在棺内。在内棺发现诸多玉器，遗骸下放着包金的丝缕琉璃席，席上则有整齐排列的多组金饼。在外棺与内棺间发现的马蹄金镶有琉璃，这里还发现了直径20厘米、白色通透的玉璧。而在外棺与内棺之间、内棺东南侧发现了一只长50厘米左右、宽20厘米左右的漆箱，原本专家们推断其中可能会有墓主人生前所穿的衣服，但打开后并未发现丝织品的痕迹。
祔葬墓4号墓出土文物30件，包括青铜器、陶器等。5号墓出土铜器、玉器、陶器等文物超过一百件。车马坑出土各类文物超过3,000件，坑内葬有5辆木质彩绘车，分属安车和轺车。坑内陪葬20匹马，马骨已朽，只有痕迹可见。下葬时，车马器已从车上拆下装到彩绘髹漆木箱里，箱子放在椁的底板上。车马坑中清理出了高等级的车马具，包括盖弓帽、杠箍、龙虎首轭饰、辕首饰、衡饰、车义、车軎等车具，络饰、衔镳、当卢等多鎏金错银和麻质伞盖等多种马具。学者认为，这些出土车马具类似《后汉书·舆服志》中的“龙首衔轭”以及皇太子、皇子所乘“朱班轮，青盖，金华蚤，黑虡文，画轓文辀，金涂五末”的“王青盖车”。墓园中的水井出土文物超过一百件，有汲水陶罐、筒瓦、板瓦、瓦当、辘辘、木构件、封泥辖，还有写有“食官”、“曹”、“脯酹”等文字的漆耳杯。
中国社会科学院考古研究所文化遗产中心、北京大学考古与文博学院、中国国家博物馆、湖北荆州文物保护中心以及陕西陶质彩绘文物保护国家文物局重点科研基地参与江西省文物局合作对文物进行修缮保护。
- 刘贺私印印钮
- 刘贺私印印文
- “大刘记印”玉印
- “海”字铜印
- 蒸馏器
- 带有“昌邑籍田”字样的铜鼎
- 内棺出土金饼
- 带有上、中、下字样的马蹄金
- 麟趾金
- 透雕龙虎玉佩
- 透雕龙虎玉佩
- 玉剑璏
- 青铜纽钟
- 青铜编钟底座
- 博山炉
- 带有“南昌”字样的青铜豆残件
- 青铜雁鱼灯
- 青铜鸭形镇
- 青铜当卢
- 五铢钱一贯

## 学术研究
南昌海昏侯墓的主人是第一代海昏侯刘贺，有三批文物为证。其一是墓中出土的木牍，即海昏侯写给皇帝的奏折，木牍上的年代与刘贺身为海昏侯的时代吻合。其二是出土金器上的“臣贺”。其三是内棺发现的一枚玉印，位于墓主人的腰部，印上刻有“刘贺”二字。这三批文物发现之前，学者就从一些证据推测海昏侯墓主人为刘贺。证据之一是车马坑，依汉制只有皇帝和诸侯王有资格使用车马坑，公元前33年后连诸侯王也不能使用车马坑。另一证据是漆器上有“昌邑九年”，年代接近于刘贺接任昌邑王的年份。刘贺是第二代昌邑王，也是最后一代昌邑王，而他亦是第一代海昏侯，此后的海昏侯都没有昌邑王的名号。主椁室东西两侧各发现了一张长2米余的床榻，有专家认为这与刘贺患有重度风湿病的记载吻合，刘贺行动不便，需要经常使用床榻，汉代事死如事生，所以在墓中放置了两张床榻。墓中出土悬乐三架，也被一些学者视作墓主是刘贺的证据，因为周礼规定“四堵为帝，三堵为王”，海昏侯中三堵悬乐超越了列侯身份，几代海昏侯中只有刘贺有过更高的地位。
据史书记载海昏侯在位二十餘日，因图废黜霍光而反被霍光所废。墓中出土了孔子屏风、孔门弟子像。还出土了五千二百余枚简牍，大部分是儒家经典及训传，包含《诗经》、《礼记》、《论语》、《春秋》等经典，并发现多种儒家典籍失传版本。杨军介绍，从出土情况看，这些简牍是有意埋在墓中的，不是废简，表明墓主人深受儒家文化影响。墓中还出土了围棋棋盘、编钟、古琴。杨军称，墓葬出土文物让人得以见到海昏侯不同于史籍的另一面。海昏侯考古专家组组长信立祥也认为史书上刘贺所谓的“荒淫”不足为凭，认为他遭到废黜是因为过早地锋芒外露，误判了朝中局势，触怒了霍光，被废并非因为荒淫。
中国国家博物馆研究员信立祥认为，海昏侯墓具有“标本性意义”，以往所见汉代列侯墓或是陪葬皇陵，或葬于就职地，都不是典型的列侯墓地。海昏侯葬在侯国内，为汉代列侯墓园提供了样本。海昏侯墓园的葬制仍然有很多未解之谜。通常，皇陵或王陵墓园中只葬有一名男性，但海昏侯墓园5号墓出土了一柄玉剑，有人据此推测墓主人为一名男子。也有专家认为，5号墓的墓主人是海昏侯生前最宠爱的侍妾，因为5号墓前祠堂的明础非常精美，足以证明墓主人身份非同寻常。其后专家在5号墓的墓主腰部寻获龟纽金属印，印章显示墓主的名字是刘充国，即刘贺的长子。另外，皇陵、王陵无论葬有多少名妻妾，通常共用一个祠堂。但海昏侯墓园中海昏侯与夫人共用一座祠堂，其他祔葬墓各有一座祠堂，信立祥推测这可能意味着祔葬墓的主人不是妻妾而是子女；如果祔葬墓的主人是子女，那么海昏侯墓园的葬制与皇陵、王陵很不一样。
海昏侯墓出土的一座青铜豆形灯的灯座上刻有汉隶“南昌”二字。发掘领队杨军猜测，南昌的地名来自“南昌邑”。海昏侯刘贺原来是昌邑王，即位、被废之后改封为海昏侯，封地从原来的山东巨野一带改到江西新建一带。墓中出土了一些以昌邑纪年的漆器，如“昌邑九年”。杨军认为，海昏侯被改封後，仍然认为自己是昌邑王，将山东的昌邑国称为北昌邑，江西的昌邑国称为南昌邑，后来演化为“南昌”。有媒体报道说，此豆形灯上的“南昌”二字是已知提到南昌的最早文献。有学者指出，南昌与南昌邑没有关系，湖南龙山县里耶镇2002年出土的秦代简牍中已有“南昌”出现，而且“邑”字是地名中固有的部分，地名的确定与改易是皇权的一部分，海昏侯被废后受到地方官员监控，海昏侯不大可能会将封地命名为南昌邑。
湖南省文物考古研究所所长郭伟民认为，西汉前期的马王堆汉墓缺少诸如金器、玉器、青铜器等贵重物品，西汉晚期海昏侯墓出土了大量的金器、玉器、青铜，或许可以印证西汉时期中央政府对南部的开发，楚地经济得到发展的史实，反映了南方土著的“华夏化和中国化”。

## 相关
2016年6月7日，南昌汉代海昏侯国遗址管理局和遗址博物馆（南昌市文物考古研究院）正式挂牌成立。南昌汉代海昏侯国遗址管理局为副厅级单位，机构编制40人，主要负责遗址的考古发掘、保护利用和学术研究工作。南昌汉代海昏侯国遗址博物馆（南昌市文物考古研究院）为南昌汉代海昏侯国遗址管理局下属正县级全额拨款事业单位，两块牌子一套人马，设9个职能科室，在业务上接受省文化、文物主管部门和南昌市文化广电新闻出版局的指导。
2016年11月22日，南昌汉代海昏侯国遗址公园将计划建设成为全国旅游5A级景区、国家考古遗址公园、世界文化遗产。整体规划包括海昏侯国遗址博物馆、海昏大道以及刘贺墓园的展示服务中心。2020年9月23日，南昌汉代海昏侯国遗址公园开园。

## 外部鏈接
- 南昌汉代海昏侯国遗址博物馆 （页面存档备份，存于）